# Forza Motorsport 3
Forza Motorsport 3 – komputerowa gra wyścigowa wyprodukowana i wydana w 2009 roku przez Microsoft na konsolę Xbox 360. Jest to trzecia część serii gier wyścigowych Forza Motosport. W grze dostępnych jest ponad 400 w pełni modyfikowalnych samochodów od 50 różnych producentów oraz 22 tory wyścigowe w ponad 100 różnych konfiguracjach. Każdy samochód został zbudowany z ok. 500000-1000000 wielokątów. Według twórców gry to ponad 10 razy więcej niż w modelach z drugiej części.

## Rozgrywka
W Forza Motorsport 3 w stosunku do poprzednich części serii pojawiło się kilka nowości, m.in. widok z wnętrza samochodu, dachowania samochodów, realistyczne poślizgi w trybie drift i po raz pierwszy w serii samochody sportowo-użytkowe. Nowością są także samochody typu „stock car”, które biorą udział w wyścigach NASCAR. Kolejną zmianą w stosunku do poprzedniej części Forzy Motorsport jest możliwość lakierowania i tuningowania samochodów wyścigowych, podczas gdy Forza Motorsport 2 pozwalała na modyfikację w tym zakresie wyłącznie samochodów seryjnych. Gra pozwala również na tworzenie filmów i umieszczanie ich na oficjalnej stronie internetowej. Pudełko z grą zawiera 2 płyty DVD, ale do uruchomienia gry wymagana jest tylko jedna – druga służy do zainstalowania gry na dysku twardym konsoli. Na drugiej płycie DVD znajdują się również dodatkowe samochody i trasy, w sumie 1.9 GB danych.
Nowy tryb kariery w Forza Motorsport 3 wprowadza tryb rozgrywki sezonowej. Spośród dostępnych ponad 200 różnych wyścigów gracz może dowolnie wybierać pomiędzy nimi i w ten sposób utworzyć swój własny kalendarz rozgrywek na pojedynczy sezon. Po zakończeniu danego sezonu rozpoczyna się kolejny itd.
W trybie sieciowej rozgrywki wieloosobowej również pojawiły się nowości. Na tablicy wyników, oprócz czasu przejazdów graczy na poszczególnych trasach, gracz może znaleźć informacje o tym, który z graczy zmodyfikował (technicznie lub wizualnie) największą liczbę samochodów.

## Edycja kolekcjonerska
Forza Motorsport 3 dostępna jest w limitowanej edycji, która oprócz gry zawiera dysk przenośny USB o pojemności 2 GB z logo Forza, kartę członkowską pozwalającą na uzyskanie statusu VIPa w społeczności Forzy Motorsport, pakiet 5 dodatkowych samochodów, breloczek z wygrawerowanym logo Forza oraz motyw Forza Motorsport 3 do umieszczenia na pulpicie konsoli.
W grudniu 2009 roku Microsoft zapowiedział wydanie zestawu specjalnego zawierającego konsolę Xbox 360 z dyskiem twardym o pojemności 250 GB, dwa kontrolery bezprzewodowe, zestaw słuchawkowy oraz grę w wersji limitowanej.

## Ścieżka dźwiękowa
Ścieżka dźwiękowa z gry Forza Motorsport 3 autorstwa Lance’a Hayesa pojawiła się w sprzedaży w grudniu 2009 roku. Zawiera 18 utworów (odtwarzanych w grze losowo), które w sumie składają się na ponad półtorej godziny muzyki w stylu ambient.